# 冠岳山

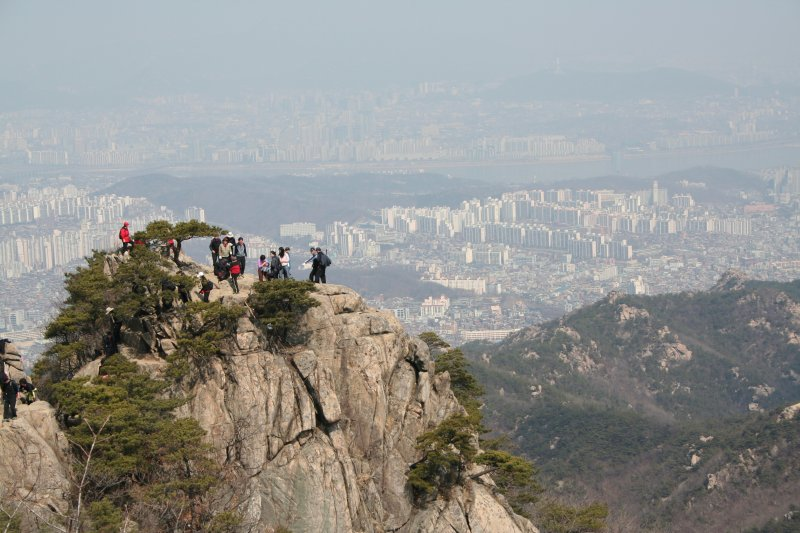
冠岳山の山頂に立つ人々。2007年撮影。

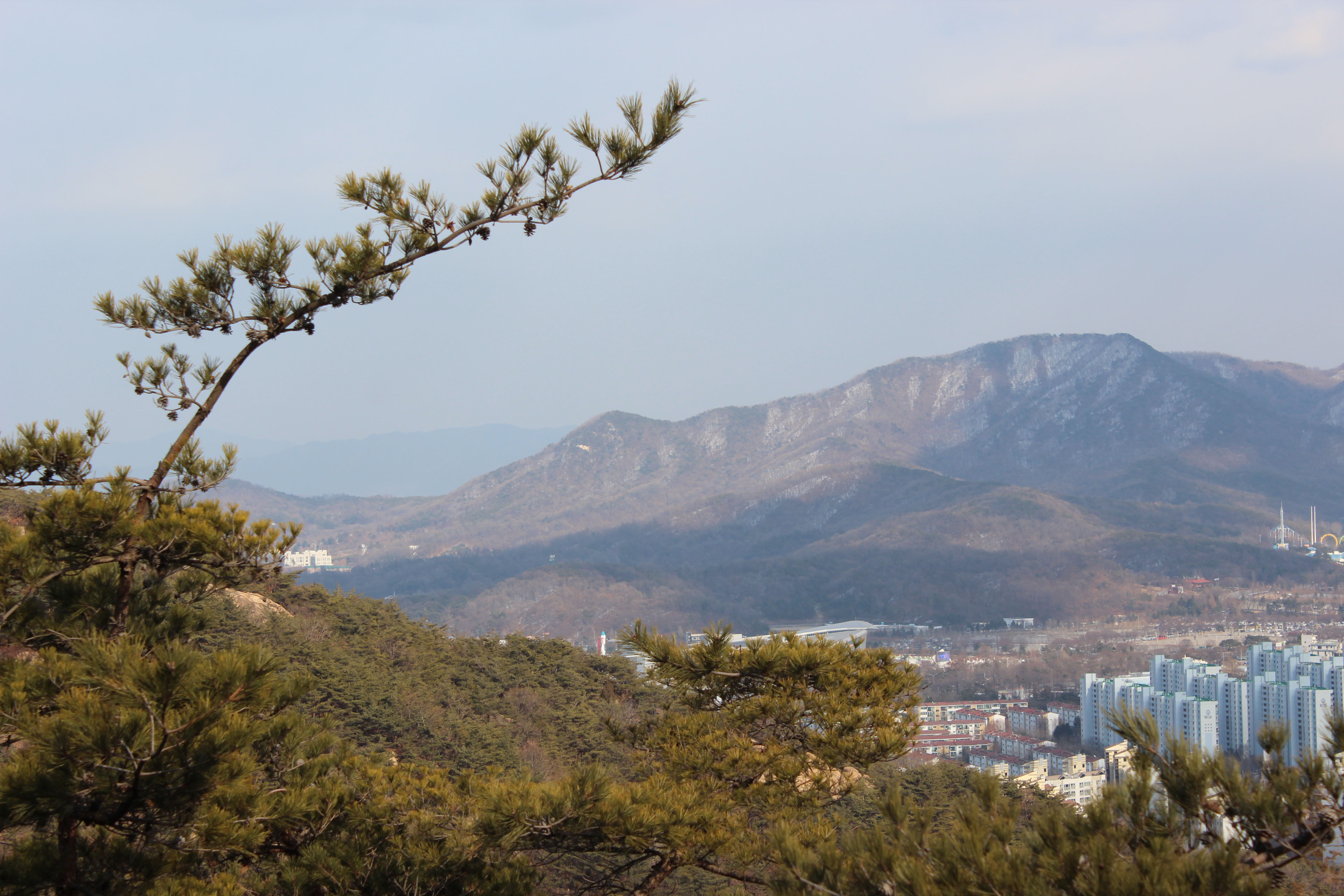
冠岳山の東側から見た清渓山の西側。

冠岳山（クァナクサン、クァナッサン、관악산）は、大韓民国ソウル特別市の冠岳区と衿川区、京畿道の安養市と果川市の境界にある標高 632m の山。漢南正脈が水原市の光教山から北西に分かれ、漢江の南側に至る最後にそびえている。冠岳という名前は山の形がまるで「삿갓（サッカッ）」（「笠」ないし「冠」）のように見えたので付いた名前である。山の最高峰は、現在、気象観測所がある場所の隣にある恋主台のプルコッパウィ（불꽃바위、「炎の岩」の意）、標高 632m である。
尤庵 宋時烈が崔致遠の「狂奔疊石（광분첩석）」を、秋史 金正喜が申緯の「丹霞詩境（단하시경）」を岩に刻むなど、多くの学者や文人たちが山の抜けた山勢を礼賛した。冠岳山は岩峰が多く、渓谷は深く、いつ訪れても山行の楽しさを感じられる山に数えられる。都心から近く、交通が便利であり、年間平均700万人の登山客が訪れている。

## 山の地理
山頂は、標高が632メートルあり、頂上部には気象観測所やテレビ局などのアンテナ類が多数設置されている。
京畿の五岳（경기의 오악）のひとつに数えられ、数十の峰があり、各方位に開けていて、奇岩が多い。山峰の形がわずかなので風水的には「火山（화산）」と呼ばれる。数十の峰と岩が多く、古い樹木やいろいろな種類の草が岩と交わり、季節によって変化する姿がまるで金剛山のようで、小金剛（소금강）とか、西にある金剛山（서쪽에 있는 금강산）と呼ばれ、西金剛（서금강）ともいう。春の桜、クロフネツツジ、秋の紅葉などでも知られている。
1968年1月15日の建設部告示第34号で都市自然公園（도시자연공원）に指定された。こうした経緯から、1990年初めから、登山客を相手に登山道の入口で入場料（環境負担金）を徴収するようになった。
最寄駅であるソウル地下鉄2号線の落星垈駅からは約4.4km（徒歩2時間26分）、ソウル軽電鉄新林線の冠岳山（ソウル大）駅からは約4.5km（徒歩2時間4分）で、山頂に到達するとされる。冠岳山駅からの登山道は、石階段が続く道となっている。また、地下鉄2号線・4号線の舎堂駅からの登山道は眺望は開けているほか、さらに多くの登山ルートがある。
冠岳山の東側には政府果川庁舎、南側には安養遊園地（안양유원지）があり、北西側にはソウル大学校冠岳キャンパスが位置している。